# Baetis rhodani
Baetis rhodani este o insectă efemeropteră a cărei larvă de 5-13 mm trăiește pe fundurile apelor curgătoare de munte sau deal. Este comună în Europa și în România. Larvele au corpul alungit, cilindric, abdomenul este prevăzut cu șapte perechi de branhii foliacee izolate și trei perechi de cerci, dintre care cel median mai scurt, iar cei marginali cu numeroși peri. Durata larvară este de 1 an. Prezintă interes, fiindcă larvele constituie hrana unor specii de pești.